# Gripopteryx pardina
Gripopteryx pardina är en bäcksländeart som beskrevs av Navás 1936. Gripopteryx pardina ingår i släktet Gripopteryx och familjen Gripopterygidae. Inga underarter finns listade i Catalogue of Life.